# Brachytrupanea
Brachytrupanea este un gen de muște din familia Tephritidae.

Cladograma conform Catalogue of Life:
| Brachytrupanea | \| \| Brachytrupanea brachystigma \| \| \| \| \| \| Brachytrupanea semiatrata \| \| \| \| |
|                | \| \| Brachytrupanea brachystigma \| \| \| \| \| \| Brachytrupanea semiatrata \| \| \| \| |
|                | Brachytrupanea brachystigma                                                               |
|                |                                                                                           |
|                | Brachytrupanea semiatrata                                                                 |
|                |                                                                                           |